# The Prosopography of the Later Roman Empire
The Prosopography of the Later Roman Empire («Prosopografia del tardo impero romano»), spesso abbreviato in PLRE, è un'opera in tre volumi, che descrive ogni persona attestata dalle fonti storiche coeve che sia vissuta nel mondo dell'impero romano tra il 260 e il 641.
Le fonti utilizzate sono storie, opere letterarie, epigrafi e altre fonti scritte. Sono annoverate nel testo anche figure citate solo da fonti dubbie (come l'Historia Augusta) o personalità quelle individuabili ma di cui è andato perso il nome: in tutti questi casi, le figure sono accompagnate da segni che ne indicano il grado di affidabilità.
I tre volumi sono stati pubblicati dalla Cambridge University Press. Il Volume 1, pubblicato nel 1971, è di 1176 pagine, e copre il periodo dal 260 al 395; il Volume 2, pubblicato nel 1980, è di 1355 pagine e copre gli anni dal 395 al 527; il Volume 3, pubblicato nel 1992, è composto da due tomi, per un totale di 1626 pagine, che coprono gli anni dal 527 al 641.
Il progetto nacque sotto l'egida di Arnold Hugh Martin Jones, John Robert Martindale e John Morris; è stato poi completato da Edward Arthur Thompson, Alan D.E. Cameron e Philip Grierson.

## Storia del progetto
Il principale progetto prosopografico sull'Impero romano, il Prosopographia Imperii Romani (PIR), diretto da Theodor Mommsen, era stato completato alla fine del XIX secolo e copriva l'intervallo di tempo che andava dall'età di Augusto all'inizio del regno di Diocleziano. All'inizio del XX secolo, dietro suggerimento dello stesso Mommsen, Adolf Harnack propose una prosecuzione del PIR dall'inizio del regno di Diocleziano alla morte di Giustiniano I (565); questa Prosopographie des Spätrömischen Reiches avrebbe dovuto comprendere sia le figure secolari sia quelle ecclesiastiche. Il progetto, iniziato prima della Grande Guerra, fu da questa rallentato, e andò poi a morire nel 1933, quando erano state raccolte circa 75.000 citazioni.
Nel 1948, Arnold Hugh Martin Jones e Sir Idris Bell chiesero alla British Academy una sovvenzione per creare un corpus di «tutte le persone che avevano avuto un titolo civile o militare»; ricevuto il sovvenzionamento di £50, il 4 ottobre 1949 si riunì un il primo comitato, presieduto da Jones, con John Morris come segretario e Bell, Norman H. Baynes e Edward Arthur Thompson come membri. Nel 1950 si tenne a Parigi il Primo Congresso Internazionale di Studi Classici; un gruppo di studiosi inglesi guidati da Jones incontrò degli studiosi francesi guidati da Henri-Irénée Marrou, e stabilirono che gli inglesi avrebbero lavorato alla stesura di una prosopografia di figure civili e militari, la Prosopography of the Later Roman Empire, mentre i francesi si sarebbero dedicati a quella dei religiosi, la Prosopographie chrétienne du Bas-Empire (PCBE). Nel 1951 l'Accademia di Berlino, che aveva supervisionato il lavoro per la PLA, concesse ai britannici e ai francesi di accedere al materiale già preparato; nel 1953 esisteva un Comitato di supervisione della PLRE di cui, oltre a Jones, Baynes, Thompson, Bell, e Morris, faceva parte anche Colin Henderson Roberts. Una delle prime decisioni del Comitato fu quello di anticipare la data di inizio della prosopografia al 260, anno dell'inizio del regno di Gallieno, per permettere una migliore visione dell'evoluzione della struttura civile e militare sotto il regno di Diocleziano; si decise anche di estendere l'intervallo coperto al 641, anno della morte di Eraclio e di una serie di eventi nella porzione occidentale dell'Europa. Tali date divennero poi quelle tradizionalmente accettate per la 
.

## Prosopografia bizantina
Successore della PLRE è la Prosopography of the Byzantine World, che copre il mondo bizantino dal 642 al 1265; l'ultima fase dell'Impero bizantino, dal 1261 al 1453, è l'oggetto del Prosopographisches Lexikon der Palaiologenzeit.

## Volumi
The Prosopography of the later Roman Empire. Cambridge University Press, Cambridge 1971–1992
- Volume 1: A.D. 260–395, 1971, ISBN 0-521-07233-6
- Volume 2: A.D. 395–527, 1980, ISBN 0-521-20159-4
- Volume 3: A.D. 527–641, 1992, ISBN 0-521-20160-8
  - Tomo 1: Abandanes – ʿIyād ibn Ghanm
  - Tomo 2: Kâlâdji – Zudius